# Pseudophyllophila likiangia
Pseudophyllophila likiangia là một loài bướm đêm trong họ Noctuidae.